# Victor Duret
Victor Duret (* 31. Januar 1830 in Onex; † 12. November 1890 ebenda) war ein Schweizer Romanist und Dialektologe.

## Leben und Werk
Duret war Schüler von Gaspard Mermillod und in Genf von Albert Richard d’Orbe (1801–1881). Nach seinem Studium war er Gymnasiallehrer in Südfrankreich und in Annecy, ferner Hauslehrer von Erzherzog Rudolf in Wien, sowie des späteren Königs Alfons XII. in Genf.
In Südfrankreich knüpfte Duret Kontakte zu den Mitgliedern des Félibrige, namentlich zu Joseph Roumanille, der ihn für die Regionalsprachen sensibilisierte und sein wissenschaftliches Interesse am Dialekt seiner Heimat weckte. Duret hinterließ eine Dialektgrammatik der savoyischen Variante des Frankoprovenzalischen, die von Eduard Koschwitz bearbeitet und herausgegeben wurde.

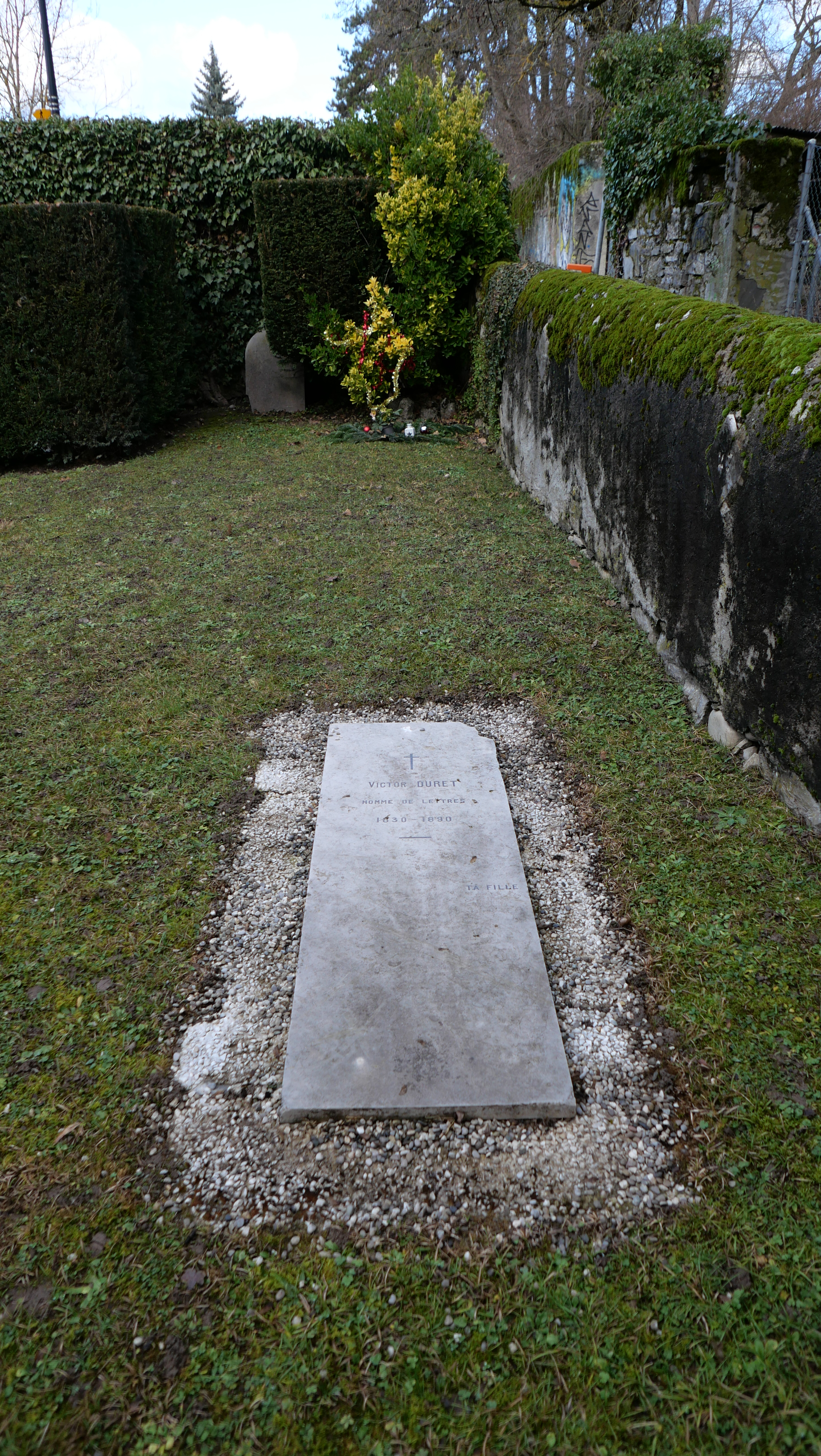
Grabmal von Victor Duret in Onex, Schweiz

Duret ist auf dem Alten Friedhof von Onex begraben. In der politischen Gemeinde des Schweizer Kantons Genf ist auch eine Straße nach ihm benannt.

## Werke
- L'abbé Mermillod à Vienne. Analyse de ses conférences tenues à l’église des Ecossais pendant la station du carême de 1864. Précédée d’une notice biographique et littéraire, Wien 1864.
- L'art de correspondre et les maîtres du genre epistolaire au siècle de Louis XIV, Wien 1866.
- Un Portrait russe. L’oeuvre et „Le livre d’une femme“ de Mme [Elisabeth de] Bagréeff-Spéranski [1799–1857], Leipzig 1867, Kalkutta 2012.
- Grammaire savoyarde, hrsg. von Eduard Koschwitz, Berlin 1893 (mit Kurzbiografie durch Eugène Ritter).